# 常州城墙

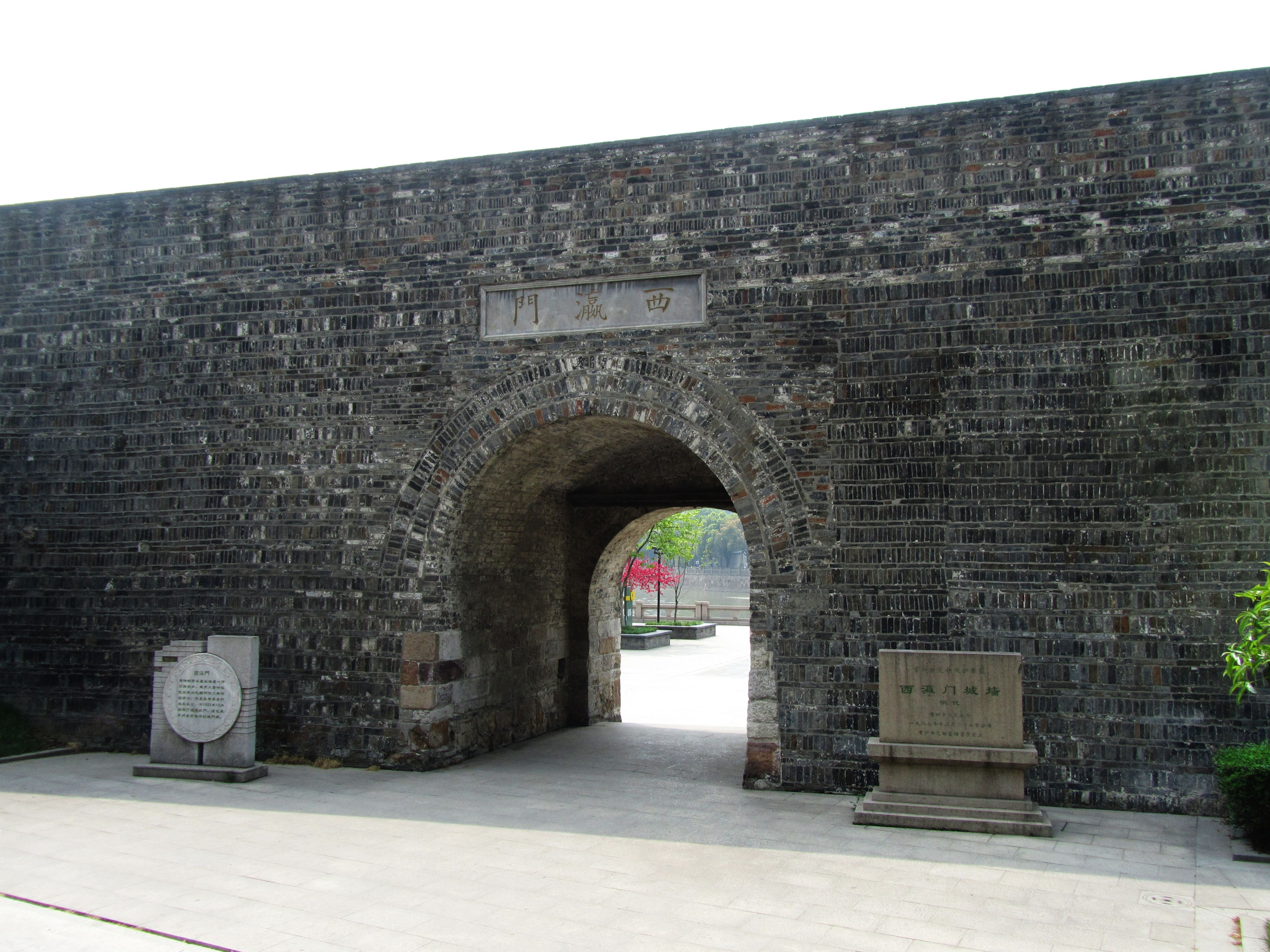
西瀛门

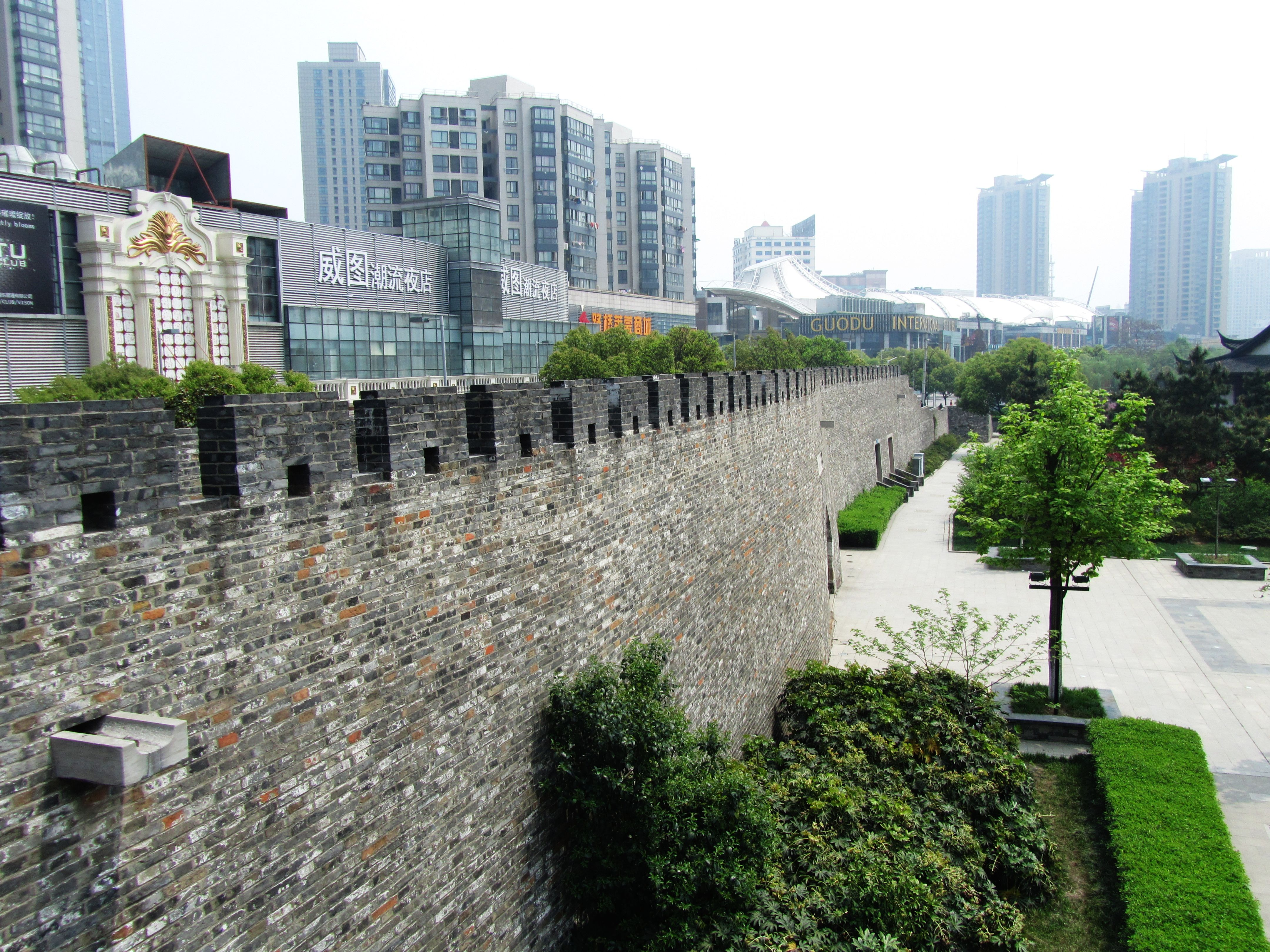
西瀛门附近墙段

常州城墙，位于中国江苏省常州市，始建于西晋太康年间，1950年代拆除。目前，常州城墙仅存西瀛门及附近220米墙段。

## 沿革
常州内子城始建于西晋太康年间；唐代景福元年（892年），重修内子城，原址位于今老体育场一带。五代杨吴顺义元年（921年），刺史张伯悰增筑外子城。杨吴天祚元年（935），刺史徐景迈筑罗城。

### 明朝
明朝洪武二年（1369年），大将汤和驻守常州，因罗城大而难守，汤和在罗城内改筑新城，收缩东、南、西三面。成化十八年（1482年），知府孙仁重修城墙。正德六年（1511年），知府李嵩为对付刘六刘七起义而整修常州城墙。由江南巨富安国出资修缮城墙并扩建走马道，宽丈余。嘉靖三十四年（1555年），知府金豪为防倭寇重修城墙。万历三十年（1602年）知县晏文辉增修通吴门至北水关重墙180余丈。

### 清朝
乾隆二十九年（1764年）知府潘恂，武进知县王祖肃，阳湖知县陈廷柱均奉旨重修。光绪十一年（1885年）武进知县金吴澜和阳湖知县温世京捐款500缗，又借拨修《武进阳湖县志》余款3000垣修葺城垣敌楼水门。

### 近现代
1918年增辟新西门（即文在门），1930年增辟博爱门。1951年，拆除东门至大南门城墙，1952年，拆除新西门至北门城墙1500米。